# ジミー・キンメル・ライブ!

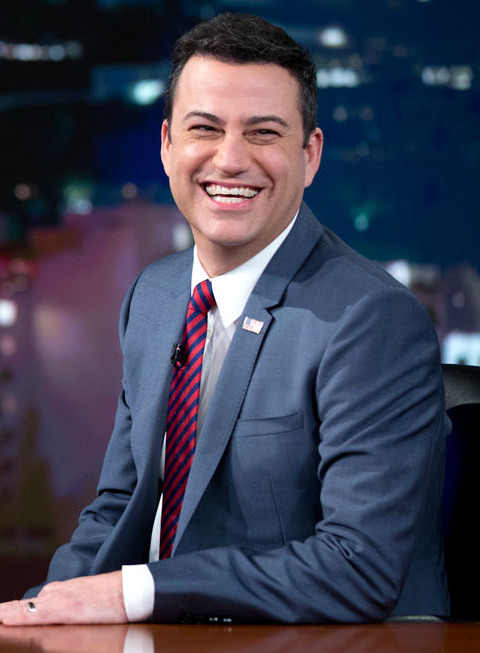
司会のジミー・キンメル

『ジミー・キンメル・ライブ!』 (Jimmy Kimmel Live!) は、アメリカのABCテレビで放映されているトーク・ライブ番組。司会と企画はジミー・キンメル。収録はロサンゼルス・ハリウッドにあるエル・キャピタン劇場で収録される。放送時間は平日夜11時35分から。以前は深夜0時5分からのスタートだったが、2013年1月8日にナイトラインとの放送枠交換で現在の時間となっている。

## 番組概要
初回放送は第37回スーパーボウル放送後の2003年1月26日。ABCでは唯一の深夜トーク番組である。

## 日本人出演者
日本人としてははっぱ隊やPUFFY、新しい学校のリーダーズらが出演している。

## 特別企画

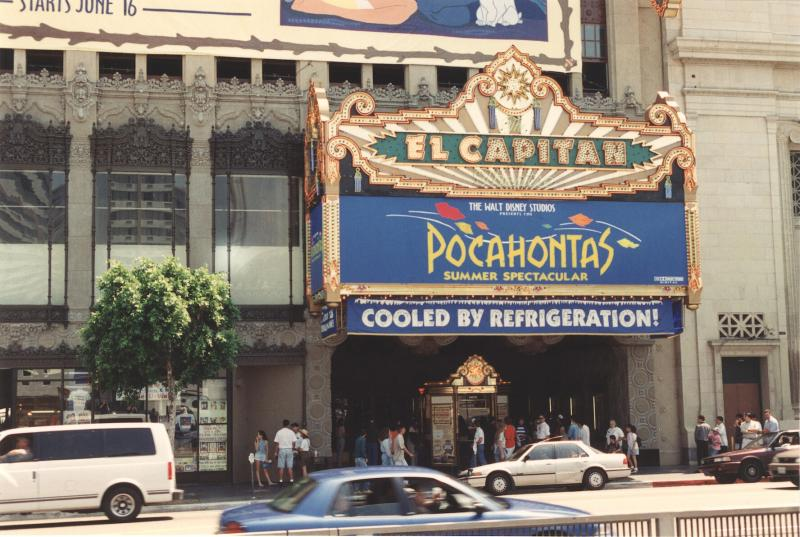
収録会場のエル・キャピタン劇場

- オスカー・スペシャル：毎年アカデミー賞授賞式直後に生放送される企画。ドルビー・シアターから収録会場の[エル・キャピタン劇場に駆けつける受賞俳優らによるゲストトークが繰り広がれる。
- ゲーム・ナイト：NBAファイナル期間中限定にて放送される企画。放送時間が30分であることと、プライムタイム唯一の放送でもある。
- アロハ・トゥ・ロスト：LOST最終回直後の2010年5月23日に放送された。主要俳優らが裏話などのトークを繰り広げた。